# Bacem (Kebonsari)
Bacem is een bestuurslaag in het regentschap Madiun van de provincie Oost-Java, Indonesië. Bacem telt 1410 inwoners (volkstelling 2010).